# Antakya
Antakya (lokalni turski: Anteke), moderni oblik Antiohije (starogrčki: Ἀντιόχεια, romanizirano: Antiókheia; armenski: Անտիոք, romanizirano: Andiok; latinski: Antiochia) općina je i okrug glavnog grada pokrajine Hatay u Turskoj. Površina mu je 703 km2, a stanovništvo 399 045 (2022.) Glavni je grad pokrajine Hatay, najjužnije pokrajine Turske. Grad se nalazi u dobro navodnjenoj i plodnoj dolini na rijeci Orontes, oko 20 kilometara od Levantskoga mora.
Današnji grad djelomično se nalazi na mjestu antičke Antiohije (starogrčki: Ἀντιόχεια, Antiókheia, također poznata kao „Antiohija na Orontu”), koju je u 4. stoljeću prije Krista osnovalo Seleukidsko Carstvo. Antiohija je kasnije postala jedan od najvećih gradova Rimskog Carstva, te je postala glavnim gradom provincija Sirije i Koele-Sirije. Također je bio utjecajno rano središte kršćanstva; Novi zavjet tvrdi da se naziv „kršćanin” prvi put pojavio u Antiohiji. Grad je stekao veliku crkvenu važnost u Bizantskom Carstvu. Zauzet od strane Umara ibn al-Khattaba u 7. stoljeću, srednjovjekovni Antakiyah (arapski: أنطاكية, ʾAnṭākiya) nekoliko je puta osvajan ili ponovno osvajan: od strane Bizanta 969., Seldžuka 1084., križara 1098., Mameluka 1268. i na kraju Osmanlija 1517. koji će ga integrirati u Alepski ejalet, zatim u Alepski vilajet. Grad se pridružio državi Hatay pod francuskim mandatom prije nego što se pridružio Turskoj Republici.
Dana 6. veljače 2023. grad su teško oštetila dva snažna potresa s epicentrom u Kahramanmaraşu. Neka su od povijesnih mjesta, uključujući crkvu svetog Pavla, uništena su. Potresi su uništili nekoliko četvrti u gradu i ostavili tisuće bez domova. Broj mrtvih u provinciji Hatay, koja uključuje Antakyu, procijenjen je na više od 20.000.